# Henri le Barbu
Henri le Barbu, mort le 27 avril 1419 à Nantes, est un prélat breton du XIVe siècle et du début du XVe siècle.

## Biographie

### Famille
Henri est le fils de Jan le Barbu, seigneur du Quilliou et de Tromenec, et de Constance, fille d'Henri, seigneur de Penmarc’h. 
Il eut plusieurs frères dont :
- Guy le Barbu, fut évêque de Léon[1] ;
- Jean Le Barbu, seigneur de Tromenec, écuyer de l’hôtel de la famille du duc de Bretagne en 1360, signataire du second traité de Guérande en 1381[2].

### Biographie
Religieux de Cîteaux, puis abbé de Prières depuis 1373, le dixième abbé de Prières, rompra avec la rigueur cistercienne.  Entré dès 1378 dans l'obédience du pape d'Avignon, il devient nonce en Bretagne en 1380, il est fait évêque de Vannes le 3 août 1383 et chancelier de Bretagne, de 1391 à 1398. 
Le 29 mai 1404, il est nommé à la tête du diocèse de Nantes par l'antipape Benoît XIII. Il reçoit à Nantes saint Vincent Ferrier, lorsque ce célèbre prédicateur se rend en Bretagne. Henri jette en 1409 les fondements du clocher de son église.
Prénommé par erreur Geoffroy dans les ouvrages de généalogie, il est le premier évêque en France (et probablement dans le monde), à avoir imposé la tenue de registres paroissiaux dans son diocèse en 1406. Les évêques de Saint-Brieuc en 1421 et de Dol-de-Bretagne en 1446 suivront cette décision. 